# Granulopsammodius persicus
Granulopsammodius persicus är en skalbaggsart som beskrevs av Rakovic 1998. Granulopsammodius persicus ingår i släktet Granulopsammodius och familjen Aphodiidae. Inga underarter finns listade i Catalogue of Life.